# エンプロイアビリティ
エンプロイアビリティとは経営学用語の一つ。企業が従業員を雇用する場合に、その従業員が持っている雇用に値する能力のこと。

## 概要
現代社会では産業の変化が激しいことや、終身雇用制の崩壊などで自身の地位の安泰も厳しくなっていることから、従業員は常に自身の能力を高めておいて、異動や転職などといった環境の変化にもスムーズに適応できる必要性が高まってきていることからもエンプロイアビリティというのは重要とされる事柄となっている。そのために従業員の個人は常に自身のキャリアデザインを念頭に置いた上でのエンプロイアビリティの向上のための努力が求められる。企業側にとっても従業員のエンプロイアビリティを伸ばせるような環境を整えておくと言うことで自社の労働力の向上が期待できる。
エンプロイアビリティ(Employability)とは、「雇用」の意味を持つ「employ」と、「能力」の意味を持つ「ability」という2つの単語を組み合わせて作られた経済学用語です。
日本語では「従業員が企業に雇用される能力」と表わされるほか、厚生労働省によって「就業能力」と定義されます。
企業に雇ってもらうため、そして、継続して雇用してもらうための能力といえるでしょう。
厚生労働省が公表した「エンプロイアビリティの判断基準等に関する調査研究報告書」によると、エンプロイアビリティの構成要素は、
- 職務遂行に必要となる特定の知識・技能などの顕在的なもの
- 協調性、積極的等、職務遂行に当たり、各個人が保持している思考特性や行動特性に係るもの
- 動機、人柄、性格、信念、価値観等の潜在的な個人的属性に関するもの

の3つが挙げられています。
労働者はこれらの能力をそれぞれ高めていくことで、企業から雇用されるために必要となる自分の市場価値を向上することが可能です。
1つ目の特定の知識や技能は、業務を行う上で必要になる専門知識や技術を有しているかどうか、2つ目の思考や行動の特性は、業務を遂行していく中で必要なコミュニケーション能力や対人関係構築能力が備わっているかどうかが問われます。
円滑なコミュニケーションをとれることは、チームでの業務推進をスムーズに行うことや、取引先との商談などでの決定力を向上させることにもつながるほか、社会人としての基本スキルの1つともいえるでしょう。
また、3つ目の潜在的な個人的属性は、精神面や仕事に対するモチベーションなど、目に見えない要素です。
これは具体的かつ客観的に評価をすることが難しいため、エンプロイアビリティを評価する際の評価基準からは除外されています。
しかし、この要素が希薄であると、その人物と共に仕事をする同僚にも悪い影響を与える可能性があるため、軽視できない問題なのです。
なお、新人採用や若手教育など、まだキャリアが浅い人材を見るときには重要視される能力であり、この能力が高ければ高いほど、任された業務をやり切る能力や、人間性が高い人物であると見なせるでしょう。